# Eike Besuden
Eike Besuden (* 21. Dezember 1948 in Wildeshausen) ist ein deutscher Fernsehmoderator, Regisseur, Drehbuchautor und Produzent.

## Biografie
Besuden wuchs in Ostfriesland auf und besuchte das Gymnasium für Jungen in Leer und Emden. Nach dem Abitur 1970 in Emden studierte er Soziologie und Germanistik und wurde 1976 Gymnasiallehrer in Bremen. Parallel arbeitete Besuden seit 1976 als Autor, Moderator und Redakteur im Hörfunk von Radio Bremen und ab 1987 auch als Autor für Dokumentationen und Features im Fernsehen. Außerdem ist er Moderator u. a. bei der Regionalsendung von Radio Bremen buten un binnen.
1995 gründete Besuden Geisberg Studios zur Produktion von Dokumentationen. Seit 2001 auch Spielfilme für Kino und Fernsehen.
2010 wurden die Geisberg Studios in Pinguin Studios umbenannt.

## Filmografie (Auswahl)
- 2002: Verrückt nach Paris (Regie, Drehbuch, Produktion)
- 2005: Verführung für Anfänger (Regie)
- 2008: Finnischer Tango (Produktion)
- 2010: Deckname Cor – Das dramatische Leben des Max Windmüller (Regie, Drehbuch, Produktion)
- 2010: Faust II reloaded – Den lieb ich, der Unmögliches begehrt! (Regie, Drehbuch)
- 2012: Gibsy – Die Geschichte des Boxers Johann Rukeli Trollmann (Regie, Drehbuch, Produktion)
- 2013: Aufgeben? – Niemals! – Die Geschichte der Familie Bamberger (Regie, Drehbuch, Produktion)

## Ehrungen
2023 erhielt Eike Besuden den Kultur- und Friedenspreis der Villa Ichon, da er in seinen Filmen Persönlichkeiten zeigt, denen Unrecht geschehen sei und er sich für ein besseres Miteinander und Menschlichkeit einsetzt.